# Шигеру Мориока
Шигеру Мориока (јап. 森岡 茂; 12. април 1973) јапански је фудбалер.

## Каријера
Током каријере играо је за Гамба Осака, Кјото Санга, Висел Кобе и многе друге клубове.

## Репрезентација
Са репрезентацијом Јапана наступао је на олимпијским играма 1996.